# Carlos Castaneda
Carlos Castaneda, född som Carlos César Salvador Arana Castañeda 25 december 1925 i Cajamarca, Peru, död 27 april 1998 i Los Angeles, Kalifornien, var en peruansk-amerikansk författare som skrivit en serie mycket uppmärksammade böcker om Nagualism (shamanism). I böckerna berättas om hans lärare, en mexikansk yaquiindian som i böckerna kallas Don Juan Matus, och om hur denne undervisar Castaneda i toltekernas urgamla magi. Castaneda föddes i Peru och emigrerade till USA 23 september 1951, där han gjorde sitt namn mera engelskt genom att ersätta ñ med n. År 1955 började han läsa psykologi vid LACC, Los Angeles City College. Den 26 april 1957 blev Castaneda amerikansk medborgare. Under sommaren 1959 avslutade han sina studier i psykologi på LACC och skrev istället in sig på UCLA där han läste antropologi.   
På UCLA fanns arkeologiprofessorn Clement Woodward Meighan som genom sin föreläsningar introducerade Castaneda för shamanism och fältstudier av medicinska och psykedeliska växter. Castaneda uppgav själv att han under en av dessa resor träffade Don Juan 1960, och han började föra anteckningar som ett slags vetenskaplig dagbok från sitt lärlingsskap med Don Juan. Hans tre första böcker skrevs medan Castaneda studerade antropologi vid UCLA (University of California, Los Angeles), och både hans bachelorexamen och doktorsgrad baseras på det material som också beskrevs i hans icke-vetenskapliga böcker. De sistnämnda kom ut lagom till 70-talets våg av intresse för mystik, och intresset blev så stort att en intervju med Castaneda kom på förstasidan i Time Magazine den 5 mars 1973.
Böckerna om Don Juan beskriver dennes läror som en ny väg till kunskap. Castaneda fick en stor skara läsare och beundrare över hela världen, som såg böckerna om Don Juan som vägledning i ett sätt att leva i samklang med naturen och med de andliga makter som styr jorden. Don Juans läror brukar ofta benämnas nagualism, efter toltekernas kunskaper som man menar att dessa härstammar från. De första böckerna är skrivna mera neutralt, halvjournalistiskt eller med en lätt akademisk ton. De senare böckerna är mera uttalat skönlitterära, med stark inlevelse i en annorlunda världsbild och ett specifikt livsmönster. Även figuren Don Juan ändrar karaktär under bokseriens gång, efterhand som Carlos erfar ny kunskap. Don Juan tar hjälp av Genaro Flores (Mazatek) för att bryta Carlos motstånd och slutligen lära sig seendets insikt. I det postuma kompendium som hör ihop med de första tre böckerna, Magical passes, tionde boken, introduceras en serie av kroppsövningar, vilka kan vara inspirerade av qi gong och kung fu som Castaneda kallar tensegrity. Ett företag (Cleargreen) skapat i slutet på 1990-talet i nära samarbete med Castaneda håller, utöver försäljning av diverse Castaneda-relaterat material, fortfarande kurser i tensegrity.
Totalt sålde Castanedas böcker i mer än 8 miljoner exemplar, på 17 olika språk. Några av de tidiga böckerna blev kontroversiella för att Castaneda använde droger som peyote och spikklubba för magiskt bruk. I senare böcker tonades betydelsen av dessa "kraftväxter" ner, och Castaneda skrev att hans lärare använt dem på honom mest för att visa honom något utanför den normala verkligheten och för att bryta Carlos envisa motstånd. Forskaren Castaneda har kritiserats av akademiker som haft svårt att se hans arbete som seriöst antropologiskt fältarbete. Det är möjligt att Castaneda i själva verket skrev sina böcker i en traditionell allegorisk stil, i rollen som historieberättare, på ett sätt som är vanligt i många indiankulturer. Många kritiker ifrågasätter huruvida Don Juan alls har existerat. Många anhängare menar dock att det inte spelar någon roll huruvida Don Juan funnits eller ej, eftersom det är vad denne symboliserar som är viktigt.

## Castanedas böcker
Castaneda gav under sin livstid ut nio böcker om Don Juan, var och en skriven som en berättelse. I början figurerar främst Don Juan och författaren, men med tiden kommer flera personer in. Böckerna är ordnade i grupper om tre, som var och en behandlar ett tema, ett ämne inom toltekisk schamanism att behärska. För varje tema finns det också ett kompendium som beskriver läran inom ämnet, som kom ut efter Castanedas död. Utöver böckerna släppte Castaneda tre videor. De vetenskapliga arbetena är inte inkluderade i listan.
- Samtalen med don Juan (The Teachings of Don Juan, 1968)
- En annorlunda verklighet (A Separate Reality, 1971)
- Resan till Ixtlan (Journey to Ixtlan, 1972)
- Kompendium: Magical Passes (1998)

- Berättelser om makt (Tales of Power, 1975)
- Maktens andra ring (The Second Ring of Power, 1977)
- Örnens gåva (The Eagle's Gift, 1981)
- Kompendium: The Active Side of Infinity (1999)

- Den inre elden (The Fire from Within, 1984)
- Tystnadens makt (The Power of Silence, 1987)
- Drömmandets konst (The Art of Dreaming, 1993)
- Kompendium: The Wheel Of Time (2000)

- Postumt. Av Martin Goodman: I Was Carlos Castaneda - The Afterlife Dialogues. Three Rivers Press, 2001.